# Пальцево (Бабаевский район)
Пальцево — деревня в Бабаевском районе Вологодской области.
Входит в состав Санинского сельского поселения, с точки зрения административно-территориального деления — в Санинский сельсовет.
Расположена на левом берегу реки Шужба. Расстояние по автодороге до районного центра Бабаево составляет 33 км, до центра муниципального образования деревни Санинская — 7 км. Ближайшие населённые пункты — Амосово, Дедовец, Петраково.
Население по данным переписи 2002 года — 14 человек.

## Достопримечательности
- Церковь Покрова Пресвятой Богородицы. Построена между 1810 и 1828. Не действует.